# Djebel Saghro
Le djebel Saghro ou adrar Saghro (en tachelhit : Adrar n Ṣaɣru, berbère : ⴰⴷⵔⴰⵔ ⵏ ⵚⴰⵖⵔⵓ) est une montagne du Sud marocain qui culmine à 2 712 m d'altitude. Il se situe à l'est de Ouarzazate, à 70 km au sud du Haut Atlas central, dominant les vallées du Drâa à l'ouest et au sud, et celle du Dadès au nord. Il constitue la partie orientale de l'Anti-Atlas.

## Toponymie
En tachelhit, saghru signifie « sècheresse ».

## Géographie

### Topographie

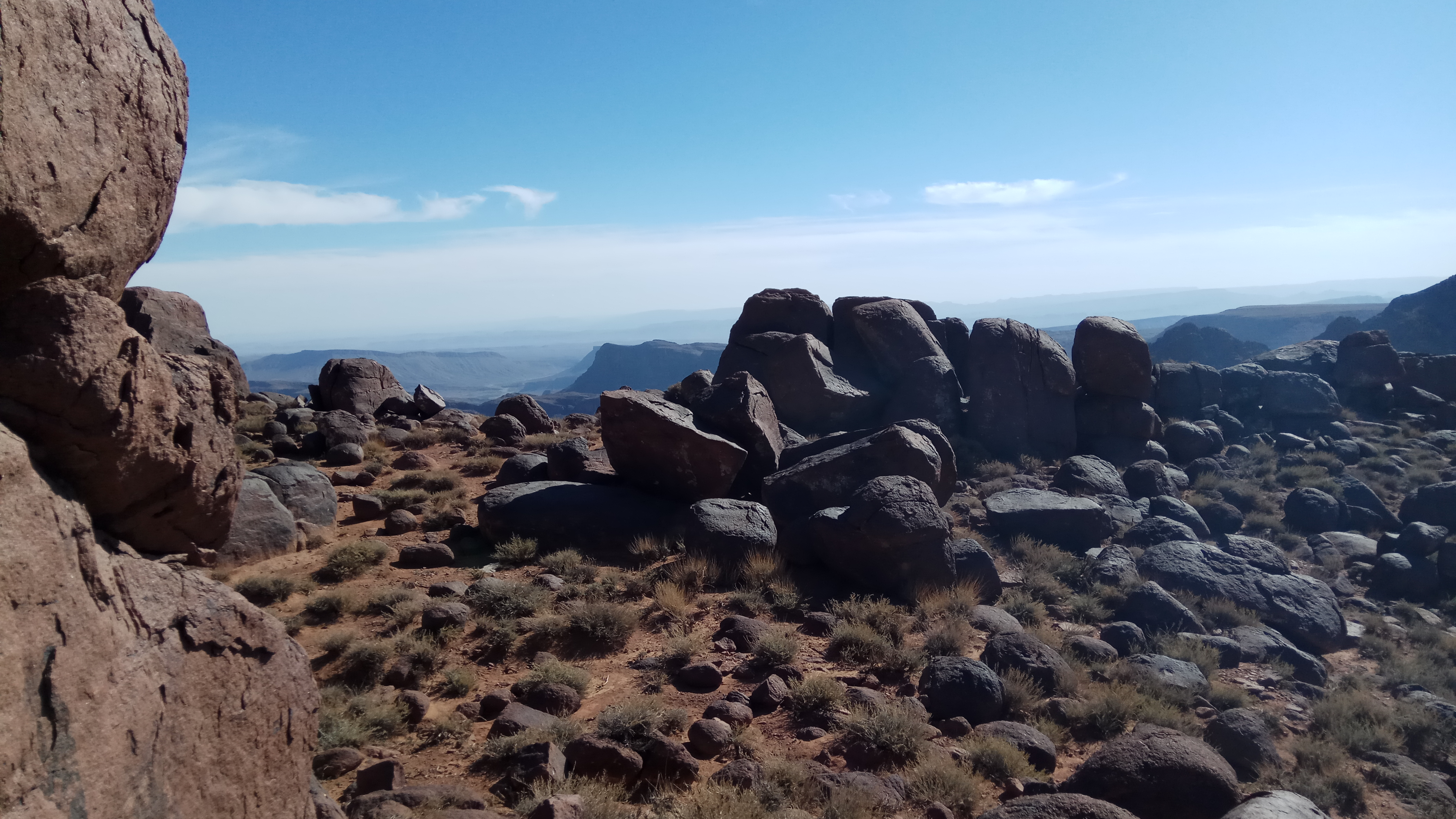
Sommet du Saghro

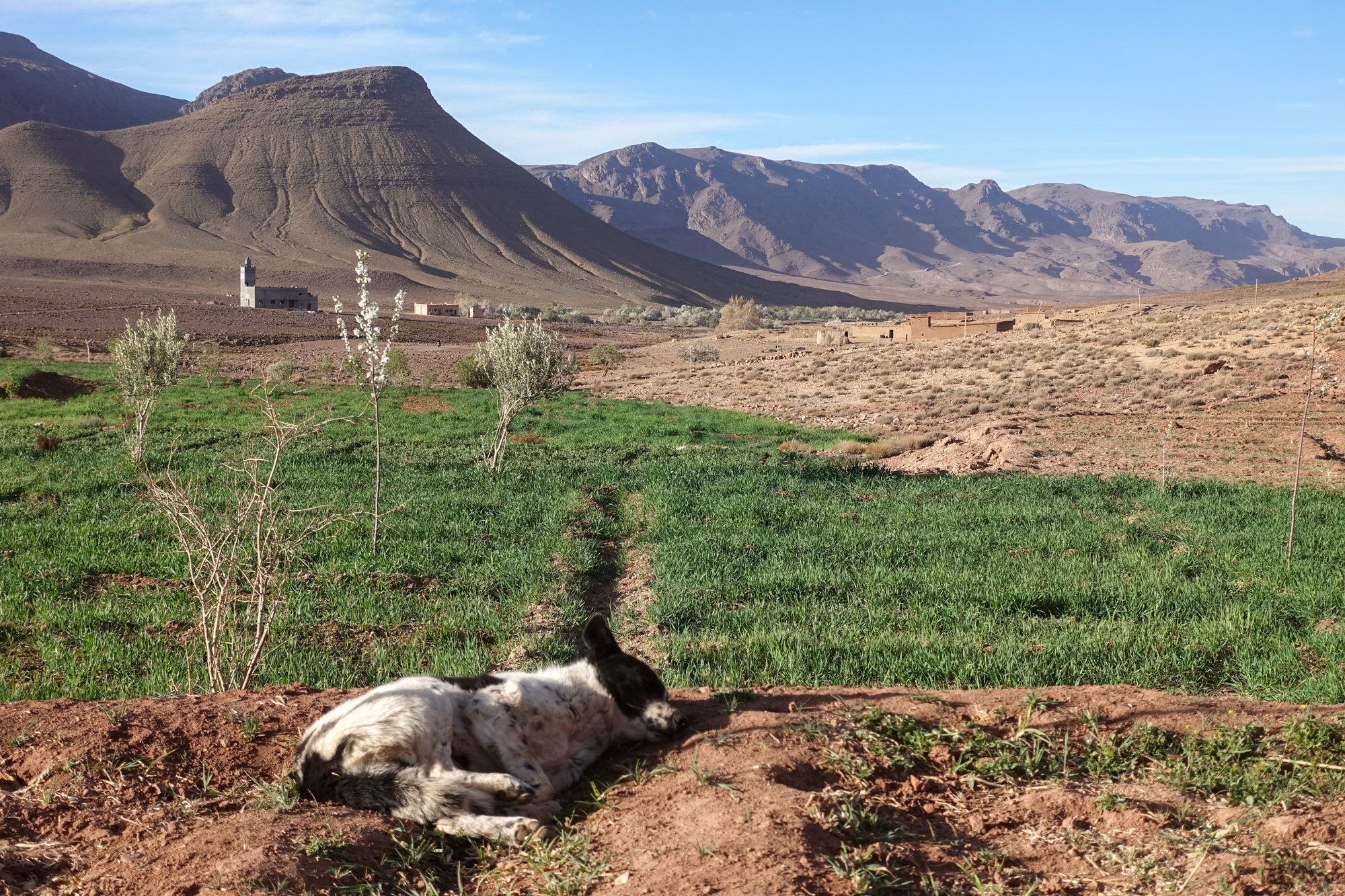
Paysage près de Tagmout.

Le djebel Saghro est orienté selon un axe sud-ouest/nord-est, et se prolonge vers le djebel Ougnat à l'est de l'oued Alnif et du col Tizi n'Boujou. Il borde au nord la vallée de Dadès et le Haut Atlas et relie au sud la vallée du Drâa. Paysage lunaire de plateaux, de pics, de canyons parcourus par des oueds, de forêts, le tout dominé par des pitons de basalte (necks). Lauriers roses, genévriers, fleurs de montagne... occupent les fonds de vallées. Côté faune sauvage, on remarque les aigles royaux et les scorpions (jaunes et noirs)[précision nécessaire]. Les traversées nord-sud se font par trois cols parcourus par des pistes difficiles et très spectaculaires : le col du Tazazert (2 283 m), le col du Kouaouch (2 592 m), et le col du Tagmout (1 919 m). Le point culminant de la montagne est l'Amalou n Mansour (2 712 m) qui se situe au sud-est du village de Iknioun.

### Occupation humaine
Les villages, peu nombreux, se réduisent à quelques petites maisons entourées d’un bouquet de palmiers ou d’amandiers. Les nomades de la tribu des Aït Atta y font paître leurs troupeaux de chèvres et de moutons en attendant la transhumance vers le Haut Atlas.

### Géologie

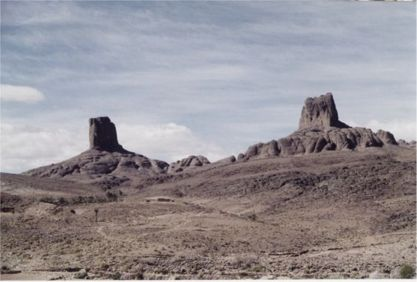
Bab n'Ali

Son histoire géologique est très ancienne avec une alternance de phases volcaniques, de sédimentation puis d'érosion. Les premiers reliefs volcaniques sont constitués de trachytes et de rhyolites. Leur érosion a formé des conglomérats et des grès. Il y a eu ensuite des périodes de sédimentation continentale, puis marine (gisements de trilobites). Le soulèvement de la période hercynienne donne la forme générale du massif. Plusieurs épisodes tectoniques avec issue de roches magmatiques (dolérites), puis volcaniques au Tertiaire avec libération de phonolithes se prolongent jusqu'à l'orée du Quaternaire. L'érosion complète la morphologie actuelle du massif.
Des mines sont exploitées sur le versant nord à Tiouit (or, argent) et Imiter (argent).

### Climat
Le djebel Saghro constitue la zone la plus aride de la chaîne de l'Anti-Atlas. Il ne bénéficie pas, à la différence des zones situées plus à l'ouest, d'une humidité de l'air assez élevée du fait de l'éloignement de l'océan Atlantique. Les précipitations annuelles ne dépassent pas 100 mm au sud et 300 mm sur les sommets.

### Population

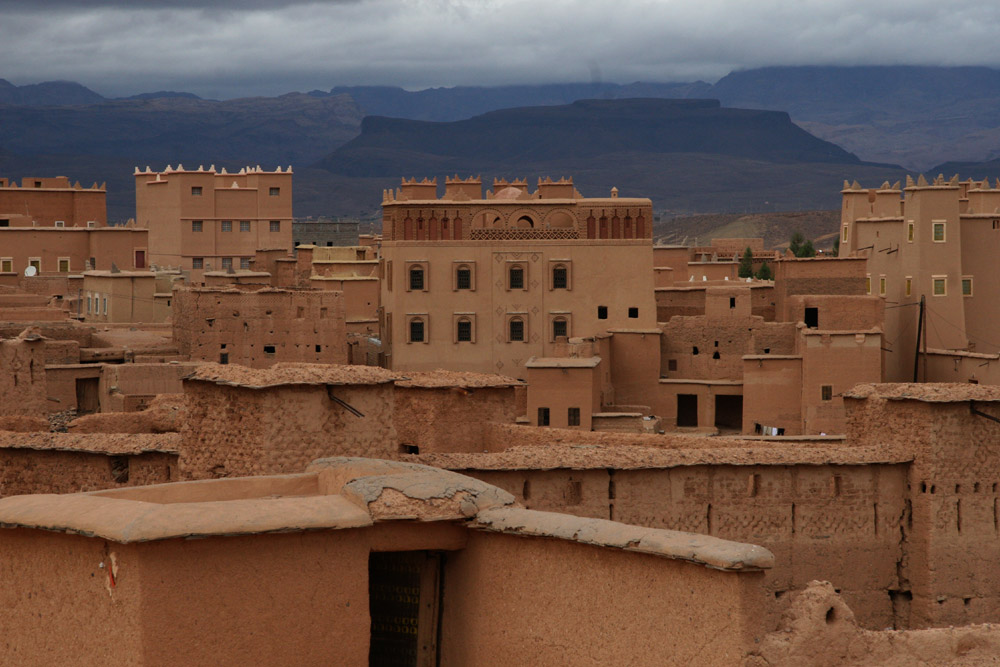
Village de N'Kob

Région peu accessible et rurale par excellence, d'une population d'environ 68 000 habitants, avec seulement deux gros bourgs situés sur le seul axe routier majeur et goudronné : Nkob et Tazzarine, villages de pierres et de pisé, où d'ingénieux systèmes d'irrigation permettent la culture du blé, de l'orge, de légumes et d'arbres fruitiers (amandiers, noyers et quelques pêchers).
Pays des Aït Atta, éleveurs de moutons et chèvres qui changent de pâturages une ou deux fois par mois pour pratiquer la transhumance, surtout en période estivale où ils quittent ces terres minérales transformées en désert brûlant, pour remonter vers le nord et séjourner dans les khaïma, tente nomade traditionnelle, faite de fines bandelettes en poils de chèvre.

## Histoire
Charles de Foucauld, encore seulement en quête d'aventure, est un des premiers voyageurs occidentaux ayant décrit sa traversée du djebel Saghro (Reconnaissance au Maroc publié en 1888 à Paris). Il complète sa description par un relevé topographique
Le djebel Saghro fut aussi plus tard le cadre de féroces combats liés à la progression de l'armée française dans le cadre du protectorat, la bataille de Bougafer (février-mars 1933), dans laquelle les troupes françaises alliées à celles du sultan du Maroc firent face à une résistance impressionnante et héroïque des tribus Aït Atta menée par le cheikh Assou Oubasslam. C'est dans ce massif que le célèbre capitaine Henry de Bournazel, un des protagonistes de cette guerre, fut tué dans la lutte contre les Berbères, en montant à l'assaut du dôme rocheux.

## Tourisme
Le massif est un lieu privilégié pour le tourisme pédestre, avec de nombreuses randonnées où les mulets sont chargés des bagages, avec des étapes en gites ou bivouacs. Les randonnées en 4×4 sont limitées à quelques pistes mais permettent de visiter plus rapidement avec moins de fatigue.